# Oud-Beijerland

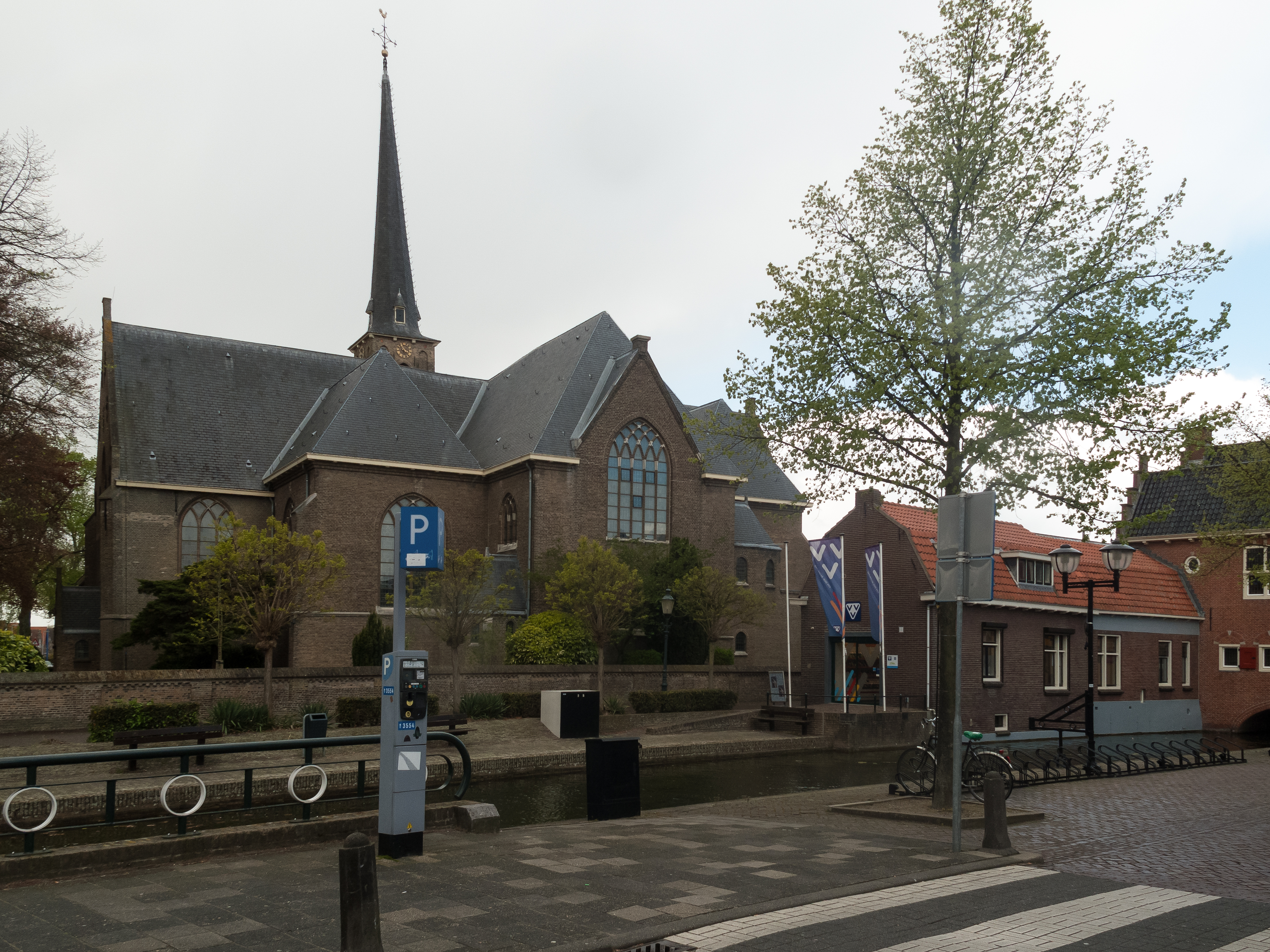
Oud-Beijerland, église (de Dorpskerk) et le tour

Oud-Beijerland ou Vieux-Beyerland est un village qui fait partie de la commune de Hoeksche Waard et une ancienne commune néerlandaise, en province de Hollande-Méridionale.

## Personnalités
- Adrie Van Tiggelen, footballeur néerlandais
- Ria Visser, patineuse de vitesse néerlandaise
- Barbara Sloesen, actrice néerlandaise
- Rogier Molhoek, footballeur néerlandais
- Wim Kooiman, footballeur néerlandais
- Philip van Dijk, peintre hollandais
- Viviënne van den Assem, actrice, doubleuse et animatrice de télévision néerlandaise

.